# Che vita al Grand Hotel, Hannah Montana
Che vita al Grand Hotel Hannah Montana è la raccolta di tre episodi crossover tra loro delle serie televisive Disney Raven, Zack e Cody al Grand Hotel e Hannah Montana. Negli Stati Uniti è stato mandato in onda per la prima volta il 28 luglio 2006. È anche uscito in DVD sia negli USA che in Italia.
In Italia la messa in onda dei tre episodi è avvenuta in maniera sparsa tra il 20 settembre del 2006 e il 4 giugno 2007, partendo dalla seconda parte e concludendosi con la prima.

## Cast e personaggi

### Episodio 1: Partenza! (daRaven)
- Raven-Symoné come Raven Baxter
- Anne-Marie Johnson come Donna Cabonna
- Kyle Massey come Cory Baxter
- Anneliese van der Pol come Chelsea Daniels
- Rondell Sheridan come Victor Baxter
- Bobb'e J. Thompson come Stanley
- Orlando Brown come Eddie Thomas
- Jasmine Guy come Pistache
- Annie Wood come Kandra Blair
- Tiffany Thornton come Tyler Sparks
- Malik Yoba come Judge

Guest star: Dylan Sprouse (Zack Martin), Cole Sprouse (Cody Martin) e Phill Lewis (Marion Moseby) da Zack e Cody al Grand Hotel.

### Episodio 2: Zack, Cody, Raven e Hannah Montana (daZack e Cody al Grand Hotel)
- Dylan Sprouse come Zack Martin
- Brenda Song come London Tipton
- Cole Sprouse come Cody Martin
- Ashley Tisdale come Maddie Fitzpatrick
- Kim Rhodes come Carey Martin
- Phill Lewis come Marion Moseby
- Brian Stepanek come Arwin Hawkhauser
- Adrian R'Mante come Esteban Ramirez
- Arturo Gil come Robot
- Sharon Jordan come Irene la portinaia
- Adam Tait come Giornalista
- Brian Peck come Specchio parlante di London
- Anthony Acker come Norman il portiere

Guest star: Raven-Symoné (Raven Baxter) da Raven, Miley Cyrus (Hannah Montana) da Hannah Montana.

### Episodio 3: Honky Tonk batticuore Rob (daHannah Montana)
- Miley Cyrus come Miley Stewart/Hannah Montana
- Emily Osment come Lilly Truscott
- Mitchel Musso come Oliver Oken
- Jason Earles come Jackson Stewart
- Billy Ray Cyrus come Robby Ray Stewart
- Frances Callier come Roxy
- Richard Portnow come Marty Klein
- Aleksandra Okapiec come Inga
- Izabella Okapiec come Helga
- Monika Okapiec come Uma
- Rafael Rojas III come Jay
- Billy Lloyd come Ragazzo numero 2

Guest star: Ashley Tisdale (Maddie Fitzpatrick) da Zack e Cody al Grand Hotel.

## Trama

### Episodio 1 (daRaven)
Raven deve organizzare un'importante foto book per Donna Cabonna all'hotel Tipton di Boston. Intanto, Chelsea, Eddy e Cory cercano di battere un guinness dei primati.

### Episodio 2 (daZack e Cody al Grand Hotel)
È arrivato il compleanno della madre di Zack Martin e Cody Martin e loro non hanno ancora comprato un regalo. Intanto, Raven, che è all'hotel, fa amicizia con Maddie che cerca di convincere London a indossare un vestito prodotto dalla sua nuova amica. Cody avrà a che fare con una visione di Raven. Alla fine arriva anche Hannah Montana, che vuole provare i vestiti di Raven.

### Episodio 3 (daHannah Montana)
Hannah, dopo essere ritornata da una tournée, trova degli oggetti della carriera da cantante del padre e cerca di convincerlo a ritornare nel campo della musica, così da farlo partire per un tour, ma la ragazza si sente sola senza il suo genitore.